# Torredonjimeno
Torredonjimeno – gmina w Hiszpanii, w prowincji Jaén, w Andaluzji, o powierzchni 157,78 km². W 2011 roku gmina liczyła 14 126 mieszkańców.